# 日甫
日甫（にちほ、慶長12年（1607年） - 元禄9年9月18日（1696年10月13日））は、江戸時代前期の日蓮宗の僧で立花の名手。京都本能寺塔頭高俊院第4世院主。号は大住院以信。
2世池坊専好に師事して華道を修め、1648年（慶安元年）から1653年（承応2年）にかけて江戸に下向し、紀州徳川家をはじめとする大名屋敷で活躍した。その後京へ戻り、宮中や公卿の社会を中心に活躍し、1678年（延宝6年）自選の作品集である「大住院立花砂之物図」を刊行した。池坊宣養を擁立した安立坊周玉らと対立し、晩年は尾張・江戸に下向したが、池坊の立花に押され活躍できなかった。